# Sybra subincana
Sybra subincana là một loài bọ cánh cứng trong họ Cerambycidae.